# Villepot
Villepot est une commune de l'Ouest de la France, située dans le département de la Loire-Atlantique, en région Pays de la Loire. Issue d'une paroisse ayant appartenu au duché de Bretagne, elle fait partie du pays de la Mée.
Commune à vocation agricole, de tradition rurale et chrétienne (principalement catholique), Villepot a connu un lent déclin démographique d'un siècle suivi d'une stabilisation à partir des années 1980, et a la particularité de ne pas faire partie de la zone d'influence de Nantes, chef-lieu du département, mais de celle de Rennes.

## Géographie

### Situation

Situation de la commune de Villepot dans le département de la Loire-Atlantique.

Villepot est situé à 10 kilomètres au nord-est de Châteaubriant, à 47 kilomètres au sud de Rennes et à 65 kilomètres au nord de Nantes.
Les communes limitrophes sont Soudan et Noyal-sur-Brutz  en Loire-Atlantique, Martigné-Ferchaud en Ille-et-Vilaine, Ombrée d'Anjou et Carbay en Maine-et-Loire.
Villepot a la particularité de se trouver à la frontière entre 3 départements : la Loire-Atlantique, l'Ille-et-Vilaine et le Maine-et-Loire.
|                 | Martigné-Ferchaud (Ille-et-Vilaine) |                                 |
| Noyal-sur-Brutz | Villepot                            | Ombrée d'Anjou (Maine-et-Loire) |
|                 | Soudan                              | Carbay (Maine-et-Loire)         |

### Relief
Le relief de la commune est légèrement vallonné. La déclivité de la partie nord est orientée vers l'ouest, celle de la partie sud vers l'est.

### Hydrographie
La Brutz (rivière) traverse la commune au sud du bourg, tandis que la Verzée passe au sud de la commune. De même on compte certains ruisseaux tel que le ruisseau de la Brosse et celui de la Pie-Hoin.

### Climat
Avec sa façade océanique orientée vers l'Ouest et un relief peu accentué, le climat de la Loire-Atlantique est de type tempéré océanique. Les hivers y sont doux (5 °C en moyenne), les étés faiblement chauds (18 °C en moyenne). Les précipitations sont fréquentes (surtout en hiver et au printemps) mais rarement violentes.
Le tableau ci-dessous indique les températures et les précipitations pour l'année 2007 selon les données de la ville de Rennes, distante d'une cinquantaine de kilomètres à vol d'oiseau :
| Mois                                   | J    | F    | M    | A    | M    | J    | J    | A    | S    | O    | N    | D    |
| -------------------------------------- | ---- | ---- | ---- | ---- | ---- | ---- | ---- | ---- | ---- | ---- | ---- | ---- |
| Températures maximales (°C)            | 8,1  | 9,4  | 12,3 | 14,7 | 18,4 | 21,5 | 23,8 | 23,6 | 21,1 | 16,7 | 11,7 | 9    |
| Températures minimales (°C)            | 2,2  | 2,5  | 4    | 5,4  | 8,5  | 11,2 | 13,1 | 13,1 | 11,2 | 8,3  | 4,9  | 3,2  |
| Températures moyennes (°C)             | 5,2  | 5,9  | 8,2  | 10,1 | 13,4 | 16,4 | 18,5 | 18,3 | 16,2 | 12,5 | 8,3  | 6,1  |
| Précipitations (hauteur moyenne en mm) | 61,3 | 52,3 | 49,3 | 45,1 | 58,1 | 46,4 | 42,6 | 47,3 | 56,6 | 63,8 | 68,4 | 69,1 |
| Source: Météo France et Lameteo.org    |      |      |      |      |      |      |      |      |      |      |      |      |

Le tableau ci-dessous indique les records de températures minimales et maximales :
| Mois                                | J     | F     | M    | A    | M    | J    | J    | A    | S    | O    | N    | D     |
| ----------------------------------- | ----- | ----- | ---- | ---- | ---- | ---- | ---- | ---- | ---- | ---- | ---- | ----- |
| Températures maximales records (°C) | 16,8  | 19,8  | 23,1 | 28,7 | 30,8 | 36,3 | 38,4 | 39,5 | 34,8 | 27,8 | 20,2 | 17,6  |
| Années des températures maximales   | 2003  | 1990  | 1965 | 1945 | 1953 | 1976 | 1949 | 2003 | 1961 | 1945 | 1993 | 1953  |
| Températures minimales records (°C) | -14,7 | -11,2 | -7,3 | -3,2 | -1,2 | 2,2  | 5,5  | 4    | 1,9  | -4,6 | -7,5 | -12,6 |
| Années des températures minimales   | 1985  | 1948  | 2005 | 1984 | 1945 | 1962 | 1972 | 1956 | 1972 | 1947 | 1955 | 1964  |
| Source: Insee et Lameteo.org        |       |       |      |      |      |      |      |      |      |      |      |       |

### Risques de catastrophe naturelle
La commune est dans une zone de risque sismique négligeable. Elle a connu des dommages ayant entraîné la promulgation d'arrêtés de reconnaissance de catastrophe naturelle à la suite des inondations de janvier 1995, décembre 1999, juin 2008 et juin 2018.

## Urbanisme

### Typologie
Au 1er janvier 2024, Villepot est catégorisée commune rurale à habitat très dispersé, selon la nouvelle grille communale de densité à sept niveaux définie par l'Insee en 2022.
Elle est située hors unité urbaine. Par ailleurs la commune fait partie de l'aire d'attraction de Châteaubriant, dont elle est une commune de la couronne,. Cette aire, qui regroupe 20 communes, est catégorisée dans les aires de moins de 50 000 habitants,.

### Occupation des sols
L'occupation des sols de la commune, telle qu'elle ressort de la base de données européenne d’occupation biophysique des sols Corine Land Cover (CLC), est marquée par l'importance des territoires agricoles (98,5 % en 2018), une proportion sensiblement équivalente à celle de 1990 (98,6 %). La répartition détaillée en 2018 est la suivante : 
terres arables (41,1 %), zones agricoles hétérogènes (31,3 %), prairies (26 %), zones urbanisées (1,4 %), forêts (0,1 %). L'évolution de l’occupation des sols de la commune et de ses infrastructures peut être observée sur les différentes représentations cartographiques du territoire : la carte de Cassini (XVIIIe siècle), la carte d'état-major (1820-1866) et les cartes ou photos aériennes de l'IGN pour la période actuelle (1950 à aujourd'hui).

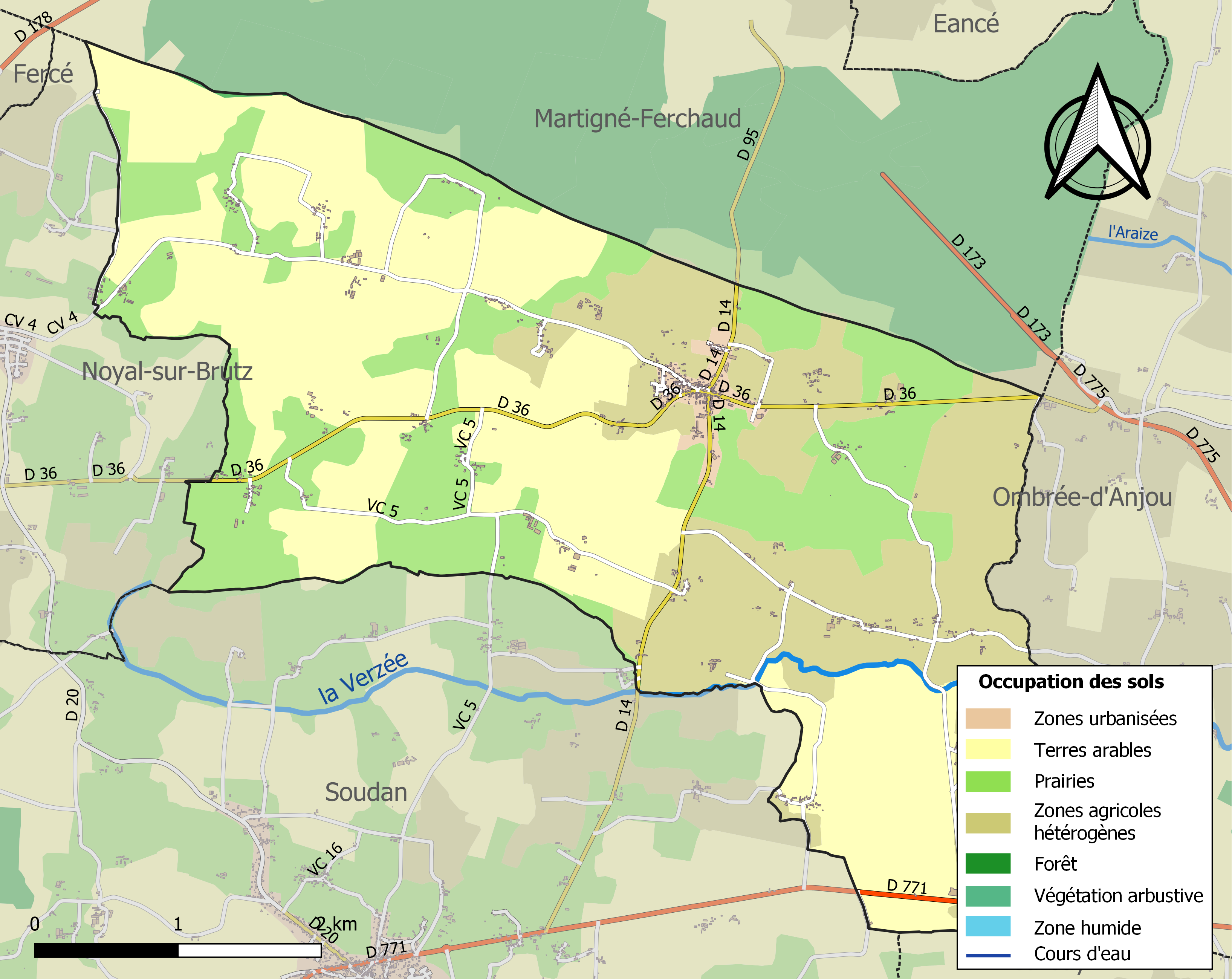
Carte des infrastructures et de l'occupation des sols de la commune en 2018 (CLC).

## Toponymie
La salle paroissiale est ornée d'une plaque de pierre de tuffeau gravée portant la date de 1674 et sur laquelle le nom du village est libellé Villepost. À la création de la commune en 1793, le nom a été orthographié Villeport, Villepot a été adopté en 1801. La graphie Villepôt est également utilisée (panneau de signalisation routière, ouvrages, site de la Mairie), mais le code officiel géographique donne Villepot.
Il s'agit d'une formation toponymique médiévale en Ville- au sens de « domaine rural » ou de « village ». En l'absence de formes suffisamment anciennes et bien caractérisées, il est impossible de dire ce que représente l'élément -pot, mais il s'agit probablement d’un nom de personne comme dans la majorité des toponymes en Ville- (et en -ville).

Les formations toponymiques en Ville-, a fortiori celles en -ville (quasiment absentes), sont rares en Bretagne et ce, contrairement à d'autres régions.
Jean-Yves Le Moing associe le second élément -pot au pot des potiers, traduisant leur activité.
Ses habitants sont appelés les Villepotais.
Le nom gallo de la commune s'écrit Vilepot .
La forme bretonne proposée par l'OPLB est Kerbod.

## Histoire
Comme tout le Castelbriantais, Villepot a fait partie de la zone de peuplement celte, puis de la zone gallo-romain. Elle est devenue bretonne avant d'être intégrée au royaume de France par le traité d'union de la Bretagne à la France en 1532. La commune est située dans le pays de la Mée, nom signifiant « pays du Milieu », cette région se situant aux confins des zones d'influence de Rennes, Nantes et Angers.
La paroisse a tout d'abord été un prieuré-cure, donné en 1130 au couvent de la Roë par l'évêque de Rennes Hamelin. Villepot a successivement dépendu des évêchés de Rennes et de Nantes. Les seigneurs de la vicomté de Fercé, les Du Boispréan, exerçaient la haute justice sur la paroisse. Durant les guerres de Religion, les propriétaires de la Berhaudière fortifient leur domaine, comme c'est le cas de beaucoup d'huguenots. Ceux de la Berhaudière sont anoblis par Henri IV. À la Révolution, les Du Boispréan émigrent, leurs possessions sont vendues comme biens nationaux. Au XIXe siècle, la religion catholique connaît une activité importante. De 1835 à 1945, de nombreuses missions, jubilés, Rogations ont lieu, quarante-deux croix chrétiennes sont édifiées dans cette période.
Les vingt-sept fusillés, de la carrière de la Sablière à Châteaubriant, le 22 octobre 1941
1re Sépulture : Villepot
Edmond Lefèbvre : 38 ans, d'Athis-Mons (Essonne), militant communiste. Son corps a été transféré dans le cimetière parisien du Père Lachaise.
Jean Poulmarc’h : 31 ans, né à Paris (12e), secrétaire général de la Fédération C. G. T. des produits chimiques, militant communiste. Enterré dans le carré des fusillés à Ivry-sur-Seine.
Henri Pourchasse : 34 ans, d'Ivry-sur-Seine (Val-de-Marne), responsable de la Fédération C. G. T. des cheminots, militant communiste. Enterré dans le carré des fusillés à Ivry-sur-Seine.

## Politique et administration
Villepot est située dans le canton et l'arrondissement de Châteaubriant, dans le département de la Loire-Atlantique (région Pays de la Loire). Comme pour toutes les communes françaises comptant entre 500 et 1 500 habitants, le conseil municipal est constitué de quinze membres en 2011.

### Liste des maires
De 1789 à 1799, les agents municipaux (maires) sont élus au suffrage direct pour 2 ans et rééligibles, par les citoyens actifs de la commune, contribuables payant une contribution au moins égale à 3 journées de travail dans la commune. Sont éligibles ceux qui paient un impôt au moins équivalent à dix journées de travail.
De 1799 à 1848, La constitution du 22 frimaire an VIII (13 décembre 1799) revient sur l’élection du maire, les maires sont nommés par le préfet pour les communes de moins de 5 000 habitants. La Restauration instaure la nomination des maires et des conseillers municipaux. Après 1831, les maires sont nommés (par le roi pour les communes de plus de 3 000 habitants, par le préfet pour les plus petites), mais les conseillers municipaux sont élus pour six ans.
Du 3 juillet 1848 à 1851, les maires sont élus par le conseil municipal pour les communes de moins de 6 000 habitants.
De 1851 à 1871, les maires sont nommés par le préfet, pour les communes de moins de 3 000 habitants et pour 5 ans à partir de 1855.
Depuis 1871, les maires sont élus par le conseil municipal à la suite de son élection au suffrage universel.
| Période                                  | Période   | Identité                      | Étiquette | Qualité |
| ---------------------------------------- | --------- | ----------------------------- | --------- | --- |
|                                          |           | M. Bourgine                   |           | |
| 1814                                     | 1827      | René Hubert                   |           | |
| 1829                                     | 1832      | Victorien Margat              |           | |
| 1832                                     | 1858      | Pierre Moison                 |           | |
| 1858                                     | 1865      | Julien Soyer                  |           | |
| 1865                                     | 1874      | François Retif                |           | |
| 1874                                     | 1880      | Pierre Margat                 |           | |
| 1881                                     | 1886      | Jean Blot                     |           | |
| 1887                                     | 1891      | Joseph Lebain                 |           | |
| 1891                                     | 1905      | Jean Marie Collin             |           | |
| 1906                                     |           | Louis Marie Dupin             |           | |
|                                          |           | Pierre Chabot                 |           | |
|                                          |           | Henri Rabouesnel              |           | |
| 1950                                     | ?         | M. Houssais                   |           | |
| ?                                        | 1974      | Joseph Hubert                 |           | |
| 1974                                     | mars 2001 | Fernand Guihéneuc (1933-2019) |           | |
| mars 2001                                | mars 2008 | Jean-Pierre Adam              |           | |
| mars 2008                                | mai 2020  | Joël Aunette                  |           | Chef d'entreprise |
| mai 2020                                 | En cours  | Philippe Dugravot             | DVD       | Retraité, ancien secrétaire général de sous-préfecture Conseiller départemental de Châteaubriant (2021 → ) Vice-président de la CC Châteaubriant-Derval (2020 → ) |
| Les données manquantes sont à compléter. |           |                               |           | |

### Intercommunalité
Villepot est membre de la communauté de communes du Castelbriantais, qui est constituée de dix-neuf communes regroupées autour de Châteaubriant, puis de la communauté de communes Châteaubriant-Derval depuis le 1er janvier 2017.

### Jumelages
Au 5 mars 2011, Villepot n'est jumelée avec aucune ville.

## Population et société

### Démographie
Selon le classement établi par l’Insee en 1999, Villepot est une commune rurale monopolarisée qui fait partie de l'aire urbaine de Châteaubriant et de l'espace urbain de Rennes.

#### Évolution démographique
L'évolution du nombre d'habitants est connue à travers les recensements de la population effectués dans la commune depuis 1793. Pour les communes de moins de 10 000 habitants, une enquête de recensement portant sur toute la population est réalisée tous les cinq ans, les populations de référence des années intermédiaires étant quant à elles estimées par interpolation ou extrapolation. Pour la commune, le premier recensement exhaustif entrant dans le cadre du nouveau dispositif a été réalisé en 2004.

En 2022, la commune comptait 687 habitants, en évolution de +3,78 % par rapport à 2016 (Loire-Atlantique : +6,68 %, France hors Mayotte : +2,11 %).
| 1793  | 1800 | 1806  | 1821  | 1831  | 1836  | 1841  | 1846  | 1851  |
| ----- | ---- | ----- | ----- | ----- | ----- | ----- | ----- | ----- |
| 1 115 | 820  | 1 187 | 1 261 | 1 261 | 1 236 | 1 214 | 1 193 | 1 178 |

| 1856  | 1861  | 1866  | 1872  | 1876  | 1881  | 1886  | 1891  | 1896  |
| ----- | ----- | ----- | ----- | ----- | ----- | ----- | ----- | ----- |
| 1 100 | 1 065 | 1 044 | 1 080 | 1 208 | 1 212 | 1 215 | 1 200 | 1 152 |

| 1901  | 1906  | 1911  | 1921  | 1926  | 1931  | 1936  | 1946 | 1954 |
| ----- | ----- | ----- | ----- | ----- | ----- | ----- | ---- | ---- |
| 1 134 | 1 152 | 1 166 | 1 066 | 1 051 | 1 030 | 1 054 | 941  | 865  |

| 1962 | 1968 | 1975 | 1982 | 1990 | 1999 | 2004 | 2006 | 2009 |
| ---- | ---- | ---- | ---- | ---- | ---- | ---- | ---- | ---- |
| 835  | 770  | 700  | 649  | 690  | 668  | 685  | 687  | 668  |

| 2014 | 2019 | 2022 | - | - | - | - | - | - |
| ---- | ---- | ---- | - | - | - | - | - | - |
| 671  | 682  | 687  | - | - | - | - | - | - |

#### Pyramide des âges
La population de la commune est relativement jeune.
En 2018, le taux de personnes d'un âge inférieur à 30 ans s'élève à 34,4 %, soit en dessous de la moyenne départementale (37,3 %). À l'inverse, le taux de personnes d'âge supérieur à 60 ans est de 22,0 % la même année, alors qu'il est de 23,8 % au niveau départemental.
En 2018, la commune comptait 349 hommes pour 326 femmes, soit un taux de 51,7 % d'hommes, largement supérieur au taux départemental (48,58 %).
Les pyramides des âges de la commune et du département s'établissent comme suit.
| Hommes | Classe d’âge | Femmes |
| ------ | ------------ | ------ |
| 0,8    | 90 ou +      | 1,2    |
| 3,4    | 75-89 ans    | 5,8    |
| 17,8   | 60-74 ans    | 14,9   |
| 22,1   | 45-59 ans    | 25,5   |
| 22,1   | 30-44 ans    | 17,3   |
| 17,0   | 15-29 ans    | 15,2   |
| 16,7   | 0-14 ans     | 20,1   |

| Hommes | Classe d’âge | Femmes |
| ------ | ------------ | ------ |
| 0,6    | 90 ou +      | 1,8    |
| 6      | 75-89 ans    | 8,6    |
| 15,1   | 60-74 ans    | 16,4   |
| 19,4   | 45-59 ans    | 18,8   |
| 20,1   | 30-44 ans    | 19,3   |
| 19,2   | 15-29 ans    | 17,4   |
| 19,5   | 0-14 ans     | 17,6   |

## Économie
Selon la mairie de Villepot, quarante-cinq établissements actifs sont recensés en 2011 : quatre industries, huit entreprises de construction, six commerces et vingt-sept entreprises de services. La zone d'activités de la Croix rouge s’étend sur 3,6 hectares. L'Insee recensait en 2008 hors agriculture 37 entreprises actives, dont trois dans l'industrie, huit dans la construction, vingt dans le commerce, le transport, la réparation automobile et les services divers, et six dans l'administration publique, l'enseignement, la santé et l'action sociale.
Selon l'Insee, l'agriculture employait 20,5 % des salariés (18 postes) et comptait 22 exploitations sans salarié en 2008. Le nombre d'exploitations a diminué entre 1988 et 2000, passant de 58 à 36, mais la superficie cultivée est restée stable dans cette période, passant de 1 463 hectares (moyenne 25 hectares par exploitation) à 1 392 hectares (39 hectares par exploitation). En 2000, les exploitations professionnelles étaient au nombre de 18, pour une surface moyenne de 68 hectares.

## Équipements et services

### Enseignement
Villepot dépend de l'académie de Nantes. Il n'y a pas d'école publique dans la commune. L'école privée Notre-Dame-la-Paix fait partie du réseau de l'enseignement catholique. Les collèges et lycées se situent à Châteaubriant,,,,,.

### Santé
Il n'y a pas de médecin ni d'infirmier installé à Villepot. Les plus proches sont basés à Soudan. L'hôpital et les cliniques les plus proches se situent à Pouancé et Châteaubriant.

### Autres équipements et services
La commune dispose d'un bureau de poste, d'une salle des fêtes et d'une salle polyvalente. La communauté de communes permet aux Villepotais de disposer d'une bibliothèque intercommunale, d'un accueil périscolaire et un club informatique en dehors du territoire de Villepot.

## Vie sociale

### Manifestation culturelles et festivités
En avril, Villepot accueille sa Foire commerciale de Printemps. La Fête annuelle du pain (four à pain) est agrémentée de randonnées pédestres et en VTT.

### Associations
Villepot est animée par plusieurs associations sportives et éducatives : le Comité des fêtes, l'Union Sportive Villepotaise (club de football local fondé en 1954), les associations Éclats de rire, villepôt.fr, le Rideau Villepôtais (anciennement les baladins d’Araize), les Voix d’Araize, un cracker’s club, etc.

## Culture locale et patrimoine

### Lieux et monuments

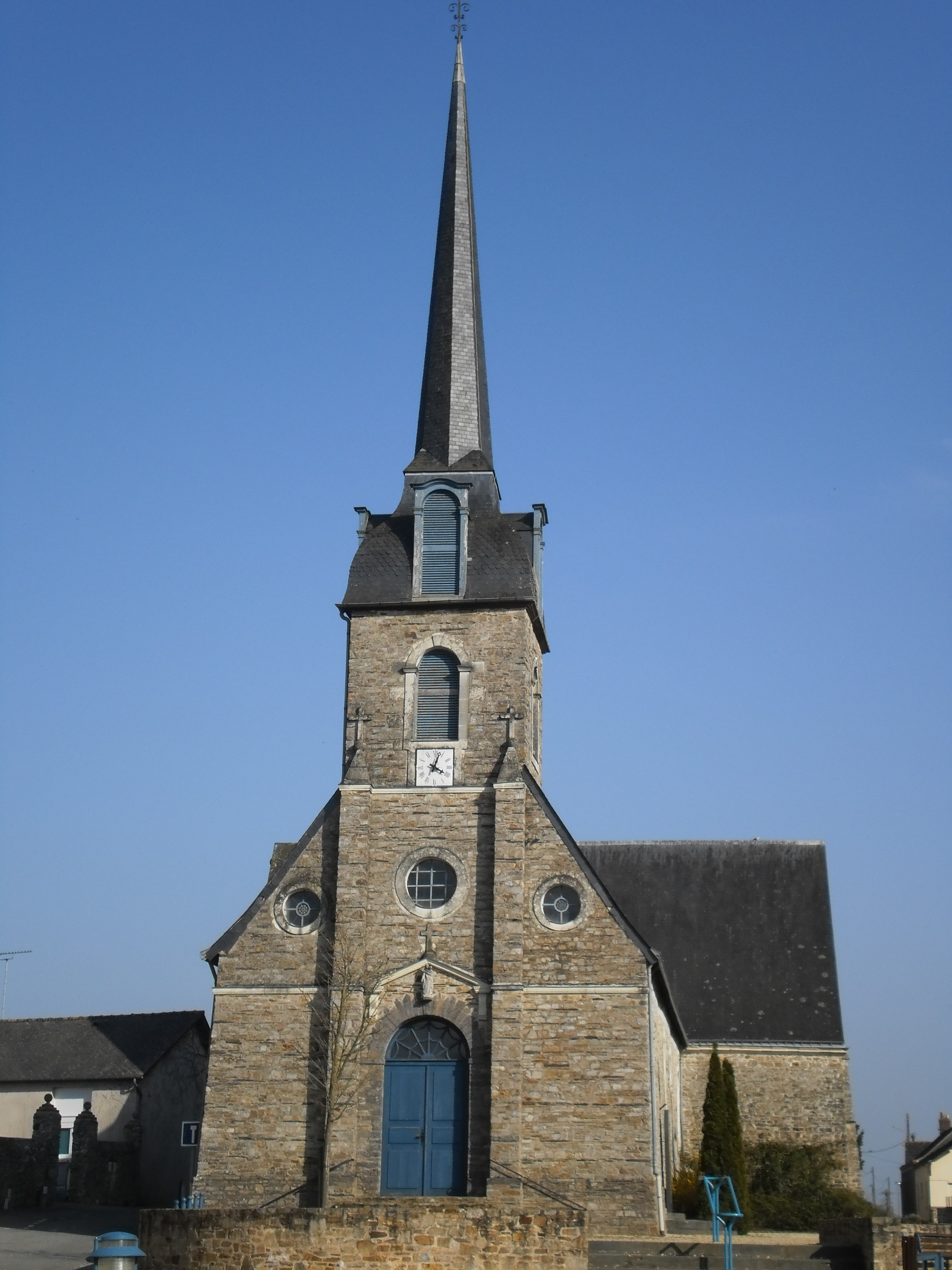
Église Notre-Dame

L'église Notre-Dame est construite au XVe siècle et restaurée au XVIIe siècle. Elle aurait été bâtie en trois étapes : la première partie édifiée aurait été le chœur, puis serait venu le tour de la croisée du transept portant le clocher, et enfin en 1726 aurait eu lieu l'agrandissement final. En 1950 l'architecte Ganachaud conduit une nouvelle restauration. La décoration intérieure date du XVIIe siècle. Le maître-autel, dédié par les moines de la Roë à Notre-Dame de l'Assomption, présente un retable datant de 1692 : il est orné des statues de saint Côme et saint Damien. Le baptistère abrite un tableau du peintre Yves Trévédy intitulée le Baptême de Notre Seigneur. Les vitraux du chœur et des chapelles latérales sont dus au peintre Maurice Rocher et ont été réalisés par le maître-verrier Jacques Degusseau. Le sculpteur Jean Fréour a réalisé un grand Christ en bois et une Vierge. On peut également observer une bannière de procession qui date de 1838.
Un bâtiment de La Génaudière est mis en valeur, étant caractéristique de l'habitat rural des Pays de la Loire.
La chapelle de Notre-Dame-de-Bon-Secours a été bâtie durant la Révolution et rénovée en 1891. Elle contient une statue de bois polychrome intitulée Vierge à l'enfant, œuvre naïve rescapée des destructions de la Révolution et repeinte en 1890 sur ordre du curé de l'époque pour voiler les seins dénudés de la Vierge. La commune recèle un four à pain en pierre du début du XXe siècle en état de fonctionnement. Villepot abrite également une maison de maître datant de 1900 et la croix des Soucis de 1948, placée à la jonction des diocèses de Nantes, Rennes et Angers.

### Héraldique
| Armes de Villepot | De sinople au chevron alésé versé surmonté d'un rencontre de cerf et soutenu à dextre et à sénestre d'une fleur de lys, le tout d'or ; une croisette d'argent somme le rencontre de cerf ; au chef d'hermine. Le chef d'hermine évoque le blasonnement d'hermine plain de la Bretagne, rappelant l'appartenance passée de la ville au duché de Bretagne. Blason conçu par Eugène Charron. |